# 1934 Jeffers
1934 Jeffers este un asteroid din centura principală, descoperit pe 2 decembrie 1972 de Arnold Klemola.